# Liste der Monuments historiques in Sapogne-sur-Marche
Die Liste der Monuments historiques in Sapogne-sur-Marche führt die Monuments historiques in der französischen Gemeinde Sapogne-sur-Marche auf.

## Liste der Immobilien
| Bezeichnung         | Beschreibung                                             | Standort                      | Kennzeichnung | Schutzstatus | Datum | Bild           |
| ------------------- | -------------------------------------------------------- | ----------------------------- | ------------- | ------------ | ----- | -------------- |
| Château de Tassigny | festes Haus, Ende des 16. Jahrhunderts, um 1630 umgebaut | nordwestlich des Ortes (Lage) | PA00078510    | Classé       | 1991  | weitere Bilder |

## Liste der Objekte
| Bezeichnung               | Beschreibung                                     | Standort                     | Kennzeichnung | Schutzstatus | Datum | Bild |
| ------------------------- | ------------------------------------------------ | ---------------------------- | ------------- | ------------ | ----- | ---- |
| Skulptur Heiliger Eligius | Holz, 18. Jahrhundert; in Saint-Menges deponiert | in der Kirche St-Ouen (Lage) | PM08000493    | Classé       | 1959  |      |
| Kruzifix                  | Holz, undatiert; in Saint-Menges deponiert       | in der Kirche St-Ouen (Lage) | PM08000492    | Classé       | 1959  |      |